# 가토 야스요시
가토 야스요시(일본어: 加藤泰義, 간에이 6년 (1629년) ~ 간분 8년 (1668년 4월 19일)은 에도 시대 전기의 이요국 무장이었다. 그는 미마사카국의 종5위이었다.

## 생애
가토 야스요시는 가토 야스오키의 둘째 장남으로 태어났다. 장남으로 태어남으로써, 도쿠가와 이에미쓰가 그를 1640년에 봤다. 그는 1640년에수용의 첫 번째 날로 임명되었지만, 간분 8년 (1668년 4월 19일)에 가족을 성공하는 것 없이 향년 40세로 사망했다. 대신에, 그의 둘째 아들, 가토 야스쓰네가 무사가 되었다.

## 가계도
아버지: 가토 나가오키
어머니: 오카베 나가모리의 딸
정실: 오타 스케무네의 딸
차남: 가토 야스쓰네
장남: 가토 야스토라